# Camargo (Oklahoma)
Camargo – miasto w Stanach Zjednoczonych, w stanie Oklahoma, w hrabstwie Dewey.